# Отару

43°17′ пн. ш. 141°00′ сх. д. / 43.283° пн. ш. 141.000° сх. д.
Ота́ру (яп. 小樽市, おたるし, МФА: [otaɾu ɕi̥]) — місто в Японії, в окрузі Сірібесі префектури Хоккайдо.

## Короткі відомості
Розташоване на заході префектури, на узбережжі затоки Ісікарі. Розвинулося на базі порту, з якого імпортувалося вугілля, видобуте у вугільному районі Ісікарі. У другій половині 20 століття стало великим торговельно-промисловим центром Хокайдо. Головний осередок 1-го регіону Управління морської безпеки Японії, місце знаходження штабу сил берегової охорони. Станом на 1 жовтня 2008 року площа міста становила 243,30 км². Станом на 31 березня 2017 населення міста становило 120 041 осіб.

## Безпека
- В Отару розташований регіональний штаб Управління морської безпеки Японії. Він забезпечує безпеку кордонів та територіальних вод Японії в районі префектури Хоккайдо[4].

## Освіта
- Отаруський комерційний університет (основний кампус)

## Персоналії
- Кобаясі Масакі (1916—1996) — японський кінорежисер, сценарист і продюсер.